# Sara Mingardo
Sara Mingardo (née le 2 mars 1961 à Venise) est une contralto italienne de renommée internationale.

## Biographie
Sara Mingardo fait ses études musicales au Conservatoire Benedetto Marcello de Venise avec Paolo Ghitti, puis travaille à l'Académie musicale Chigiana de Sienne. Elle remporte plusieurs prix dans des concours internationaux, à Conegliano, Barcelone (dont le Prix Giulietta Simionato), à Trévise (le Concours Toti Dal Monte). En 1987, elle remporte le Concours d'Avezzano et débute à Trévise l'année suivante dans le rôle-titre de La Cenerentola.
Dès 1989, elle se produit sur les plus grandes scènes d'opéra et dans les grands festivals européens : Scala de Milan, Fenice, Mai musical florentin (Le Couronnement de Poppée), San Carlo, Arènes de Vérone, La Monnaie de Bruxelles, Théâtre royal de Madrid (L'Orfeo de Monteverdi), Festival de Salzbourg, etc. À Paris, elle chante Giulio Cesare  sous la direction de Christophe Rousset ; à Ferrare, elle incarne Mrs Quickly dans Falstaff sous la baguette de Claudio Abbado.
Sara Mingardo a notamment interprété l'opéra Les Troyens d'Hector Berlioz, dont l'enregistrement remporta en 2001 les Grammy Awards du meilleur enregistrement d'opéra et du meilleur album classique.
« Aussi à l'aise dans le répertoire baroque que dans le bel canto, les opéras de Verdi ou ceux de Britten, elle s'impose comme l'une des grandes rossiniennes de sa génération. »

## Discographie sélective
- Mozart, Requiem, Orchestre philharmonique de Berlin, direction Claudio Abbado, Deutsche Grammophon, 1999.
- Berlioz, Béatrice et Bénédict, Orchestre symphonique de Londres, direction Colin Davis, 2000.
- Berlioz, Les Troyens, Orchestre symphonique de Londres, direction Colin Davis, live, 2002.
- Haendel, Vivaldi, Pergolèse, Monteverdi, Concerto Italiano, Rinaldo Alessandrini (Naïve), 2002.
- Beethoven, Messe en ut majeur, Orchestre symphonique de Londres, direction Colin Davis, 2008.
- Georg Friedrich Haendel : Aci, Galatea e Polifemo - (Serenata a tre), Teatro Carignano Torino, direction Antonio Florio, live DVD, Dynamic, 2009.
- Rossini : Petite messe solennelle, direction Antonio Pappano (EMI), 2013.
- Alessandro Scarlatti et Pergolèse : Stabat Mater, Concerto Italiano, direction Rinaldo Alessandrini, (Naïve), 2014.
- Vivaldi : Concerti e Cantate, Concerto Italiano, direction Rinaldo Alessandrini, (Naïve), 2017.